# Біляївка (станція)
Біляївка — проміжна залізнична станція Харківської дирекції залізничних перевезень Південної залізниці. Розташована на двоколійній електрифікованій постійним струмом лінії Мерефа — Лозова між станціями Лихачове та Краснопавлівка у селищі Біляївка Первомайського району. На станції зупиняються тільки приміські поїзди.